# Robert Holzer (Fußballspieler)
Robert Holzer (* 2. August 1966) ist ein ehemaliger deutscher Fußballspieler, der für Hertha BSC 26-mal in der Bundesliga auflief.

## Karriere
Holzers erste Station im Profibereich war Blau-Weiß 90 Berlin, wohin er 1987 wechselte. Unter Übungsleiter Bernd Hoss wurde Holzer umgehend Stammspieler und erreichte am Saisonende den 7. Platz. In der Spielzeit 1988/89 spielte Robert Holzer dann zunehmend als Verteidiger, erzielte aber hinter Thorsten Schlumberger, dem elf Tore gelangen, mit neun Treffern die meisten bei Blau-Weiß. Zur Spielzeit 1989/90 übernahm Bernd Schumm den Trainerposten und auch unter ihm gehörte Holzer zur Stammelf und verpasste in der Hinrunde lediglich eine Partie. Da Blau-Weiß 90 zu diesem Zeitpunkt erneut nur auf einem Mittelfeldplatz lag, wechselte Robert Holzer in der Winterpause zum Ortsrivalen und Aufstiegskandidaten Hertha BSC.
Bei Hertha spielte er in den Planungen von Werner Fuchs eine wichtige Rolle und hatte so großen Anteil am Aufstieg der Alten Dame. Die Erstliga-Saison 1990/91 beendete Hertha abgeschlagen auf dem letzten Platz.
Zur Saison 1991/92 ging Holzer zu Bayer 05 Uerdingen. Dort kam er unter Friedhelm Funkel nicht über die Rolle als Ergänzungsspieler hinaus. Nach dem Aufstieg sah er in Krefeld keine Perspektive mehr und verließ den Verein.
Sein neuer Verein SC Fortuna Köln spielte 1992/93 lange um den Aufstieg ins Fußball-Oberhaus mit, verfehlte diesen dann aber. Robert Holzer tat sich unter Gerd Roggensack schwer und kam erst zum Ende der Saison zu Spielen. Am 43. Spieltag verletzte Robert Holzer sich beim Auswärtsspiel beim VfL Wolfsburg so schwerwiegend, dass er nach zwölf Minuten ausgewechselt werden musste. Aufgrund dieser Verletzung musste er seine Profikarriere schließlich beenden.
Nach seiner Spielerkarriere wurde Robert Holzer Spielerberater.

## Erfolge
Aufstieg in die Bundesliga: 1990 (Hertha BSC), 1992 (Bayer Uerdingen)